# Пистолет Шварцлозе образца 1898 года
Пистолет Шварцлозе образца 1898 г. — самозарядный пистолет (Schwarzlose Model 1898).
Разработан прусским конструктором Андреасом Вильгельмом Шварцлозе (англ. Andreas Wilhelm Schwarzlose) в 1898 году. Был создан под патрон 7,63 × 25 мм Маузер. Мог также стрелять менее мощным патроном Борхардта. Конструкция Шварцлозе опережала время, но не получила широкого распространения. Всего было выпущено 1000 пистолетов. Малая партия была продана бурам и была использована во время англо-бурской войны. Другая партия была продана Российской социал-демократической рабочей партии, которая планировала восстание, но была конфискована на границе России и была передана российским пограничникам.

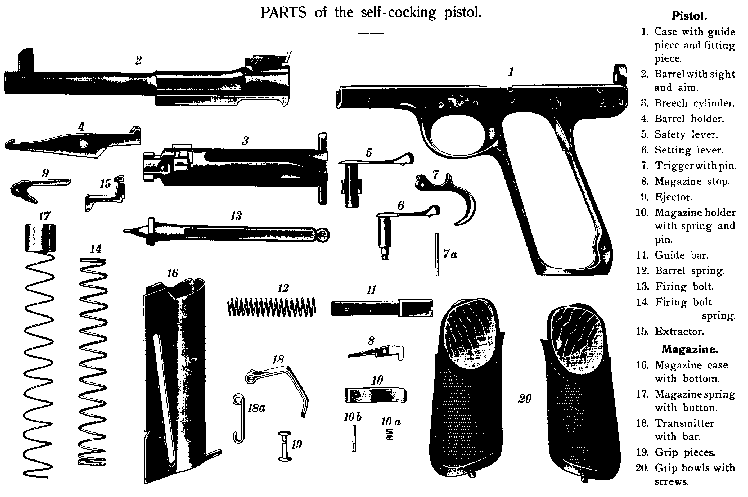
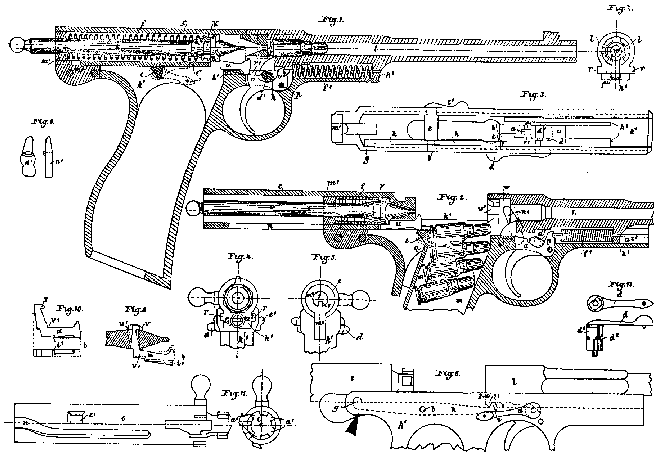

## Страны-эксплуатанты
- Южно-Африканская Республика (Трансвааль)
- Оранжевое Свободное Государство
- Российская империя